# Eesti Televisioon
Eesti Televisioon («Televisión estonia»), más conocido por sus siglas ETV, es el primer canal de televisión pública de Estonia, controlada por la radiodifusora pública Eesti Rahvusringhääling («Radiodifusión pública de Estonia»). Tiene una programación generalista compuesta por informativos, entretenimiento, ficción y documentales.

## Historia
ETV comenzó sus emisiones regulares el 19 de julio de 1955 como Tallinna Televisioonistuudio («Estudio de Tallin»), y durante más de 35 años fue el único canal disponible en la República Socialista Soviética de Estonia. Cuando el país se independizó en 1991, pasó a ser la televisión estatal.
La radio y la televisión públicas de Estonia funcionaron por separado hasta el 1 de enero de 2007, cuando el gobierno integró ambas empresas en un único grupo de radiodifusión pública, la actual ERR.
ETV cumple obligaciones de servicio público y debe promover la cultura nacional del país, así como dar cobertura a las comunidades minoritarias. Los contenidos originales son en idioma estonio, mientras que las producciones extranjeras se emiten en versión original subtitulada.
Desde la década del 2000 cuenta con dos canales temáticos en televisión digital terrestre: ETV2 (2008, programas infantiles y deportes) y ETV+ (2015, en idioma ruso).

## Financiación
El presupuesto de ERR está compuesto en un 85% con aportaciones del presupuesto general del estado, y en el 15% restante con un impuesto a las televisiones comerciales. A cambio, ETV tiene prohibida la emisión de publicidad comercial en todas sus variantes.